# Nordiska Revisorsförbundet
Nordiska Revisorsförbundet (NRF) grundades 1932 och är ett samarbetsorgan för de fem nordiska ländernas ledande revisorsföreningar, DnR (Norge), FAR (Sverige) FLE (Island), FSR (Danmark) och KHT/CGR (Finland). Förbundet har sedan 2006 också två observatörer, FRR  numera Dansk Revisorforening  (Danmark) och HTM/GRM (Finland), som är dessa länders föreningar för registrerade (godkända) revisorer. NRF har ett litet kansli i Köpenhamn, men arbetar främst genom medlemsföreningarnas egna resurser.